# Polypedilum tobaoctavum
Polypedilum tobaoctavum är en tvåvingeart som beskrevs av Akio Kikuchi och Sasa 1990. Polypedilum tobaoctavum ingår i släktet Polypedilum och familjen fjädermyggor. Inga underarter finns listade i Catalogue of Life.